# كونغ فو باندا 2
كونغ فو باندا 2 فيلم رسوم حاسوبية متحركة أمريكي ثلاثي الأبعاد أنتج عام 2011 ,ويدور لفيلم حول بو الذي يصبح التنين المحارب وينضم لمجموعة من أسياد الكونغ فو ليحاربو عدوا قديم ويدمرو سلاحه المميت.

## القصة
بو يعمل مع والده بينغ في مطعم ولكن بو السمين كان يحلم أن يكون مثل الغاضبون الخمس ،في يوم المسابقة التي سوف تحدد من هو المحارب التنين ذهب بو هناك ولكن الباب اغلق فحاول الدخول عنوة وهو يدخل طار في السماء وكان يهبط داخل المسابقة وفي هذة اللحظة كان المعلم الأكبر يحدد من هو المحارب التنين وهو مغمي عينيه فسقط بو امامه فاختاره المعلم.
تدور الأحداث أثناء التدريب فيرى المعلم شيفو أنا بو لا يصلح لكى يكون المحارب التنين فيإس بو وكان في أثناء هذة الأحداث هرب الشرير من السجن كان يريد لفافة التنين التي اخذها بو والتي تعطى قوة لا مثيل لها، وتدور الأحداث حول محاولة بو أن يهزم الشرير ،وأن يكتشف حقيقة والده.

## النسخة العربية

### الأداء الصوتي
- علي قاسم - بو
- نادية شكري - سوذ سيير
- كمال عطية - وولف ليدر
- محمود عامر - لورد شين
- رشا عبد الله - تايجريس
- هشام الجندي - كرين
- طارق إسماعيل - مانتيس
- شهاب إبراهيم - مانكي
- إيمان عياد - فايبر
- عادل خلف - السيد بينج
- محمد الشرشابي - المعلم أوكس المندفع
- رامي الجندي - المعلم كروك
- رامي الطمباري - المعلم راينو العظيم
- أسامة علوش
- عزيز فرج
- إيناس صبري
- إلهام صبري
- محمود عوض
- سالم قنديل
- محمد قنديل
- عمرو علوش
- محمد حسن
- رضوان صوتم
- أسامة سمير
- حلا صبري
- جنى عبد الله
- مصطفى سمير

## طاقم العمل
- جاك بلاك في دور بو (صوت)
- دستين هوفمان في دور المعلم شيفو (صوت)
- أنجلينا جولي في دور النمرة (صوت)
- جاكي شان في دور القرد (صوت)
- سيث روجن في دور السرعوف/فرس النبي (صوت)
- لوسي لو في دور الأفعى (صوت)
- ديفيد كروس في دور الكركي(صوت)
- راندال دوك كيم في دور أوجواي (صوت)
- جيمس هونج في دور الأب السيد بينغ (صوت)
- جان-كلود فان دام في دور التمساح السجين (صوت)

## روابط خارجية
- كونغ فو باندا 2 على موقع IMDb (الإنجليزية)
- كونغ فو باندا 2 على موقع ميتاكريتيك (الإنجليزية)
- كونغ فو باندا 2 على موقع روتن توميتوز (الإنجليزية)
- كونغ فو باندا 2 على موقع نتفليكس (الإنجليزية)
- كونغ فو باندا 2 على موقع ألو سيني (الفرنسية)
- كونغ فو باندا 2 على موقع Turner Classic Movies (الإنجليزية)
- كونغ فو باندا 2 على موقع أول موفي (الإنجليزية)
- كونغ فو باندا 2 على موقع بوكس أوفيس موجو (الإنجليزية)
- كونغ فو باندا 2 على موقع فيلمافينيتي (الإسبانية)
- كونغ فو باندا 2 على موقع قاعدة بيانات الفيلم (الإنجليزية)